# Big Daddy Multitude
Big Daddy Multitude – trzeci album zespołu Mustard Plug.

## Lista nagrań
1. "Skank By Numbers" - 2:35
2. "Too Stoopid" - 4:12
3. "Schoolboy" - 3:48
4. "Mr. Smiley" - 2:45
5. "Ball Park Skank" - 3:10
6. "Thigh High Nylons" - 3:24
7. "Dysfunktional" - 3:36
8. "Alone" - 3:01
9. "Summertime" - 2:46
10. "Murder in Tulip City" - 3:21
11. "Gum" - 2:28
12. "I Made Love to a Martian" - 5:19
13. "Brain on Ska" - 1:42
14. "Insomnia" - 4:36
15. "Average Guy" - 2:47
16. "Grow Up" - 3:39